# Ancistrus macrophthalmus
Ancistrus macrophthalmus är en fiskart som först beskrevs av Pellegrin 1912.  Ancistrus macrophthalmus ingår i släktet Ancistrus och familjen Loricariidae. Inga underarter finns listade i Catalogue of Life.